# Gare de Mittersheim
La gare de Mittersheim est une ancienne gare ferroviaire française de la ligne de Réding à Metz-Ville, située en limite de la commune, à l'ouest du bourg centre de Mittersheim, dans le département de la Moselle, en région Grand Est.
C'est une halte mise en service vers 1906 par la Direction générale impériale des chemins de fer d'Alsace-Lorraine (EL). Elle est fermée vers 1973 puis détruite.

## Situation ferroviaire
Établie à environ 238 mètres d'altitude, la halte de Mittersheim est située au point kilométrique (PK) 87,545 de la ligne de Réding à Metz-Ville entre les gares de Berthelming (ouverte) et de Loudrefing (fermée).

## Histoire
Lors de la présentation du projet de tracé de la section de ligne entre Berthelming et Rémilly la municipalité constate que la ligne évite le bourg pour aller traverser l'étang de Mittersheim au sud. Associée à la municipalité de Fénétrange, elle proteste et propose un embranchement à Fénétrange ce qui permettrait d'éviter la difficulté de la traversée de l'étang et desservirait le port actif de cette dernière. Cette modification est rejetée le 29 novembre 1873 par la commission d'enquête.
La halte de Mittersheim est mise en service, plusieurs années plus tard, vers 1906 par la Direction générale impériale des chemins de fer d'Alsace-Lorraine (EL) sur sa ligne de Metz à Réding.
Le 19 juin 1919, la halte entre dans le réseau de l'Administration des chemins de fer d'Alsace et de Lorraine (AL), à la suite de la victoire française lors de la Première Guerre mondiale. Le 1er janvier 1938, cette administration forme avec les autres grandes compagnies la SNCF, qui devient concessionnaire des installations ferroviaires de Mittersheim. Cependant, après l'annexion allemande de l'Alsace-Lorraine, c'est la Deutsche Reichsbahn qui gère la halte pendant la Seconde Guerre mondiale, du 1er juillet 1940 jusqu'à la Libération (en 1944 – 1945).
Elle est fermée vers 1973 par la Société nationale des chemins de fer français (SNCF).
Le bâtiment de la halte semble avoir été détruit entre 1986 et 1989.